# Pan (jeroglífico)
| X1 |

| X1 |

El jeroglífico Pan de la antigua escritura egipcia de los jeroglíficos figura con el n° X1 en la Lista de signos de Gardiner dada la representación de un pan visto en corte transversal; es decir, la forma de un semicírculo apoyado en la línea del diámetro.
| U33 |

Además de ser el signo consonántico "t", el pan es usado para las palabras que indican género femenino, como una calificación determinativa, frecuentemente representado antes de otros ideogramas calificativos o determinantes en el bloque compuesto jeroglífico.

## Galería

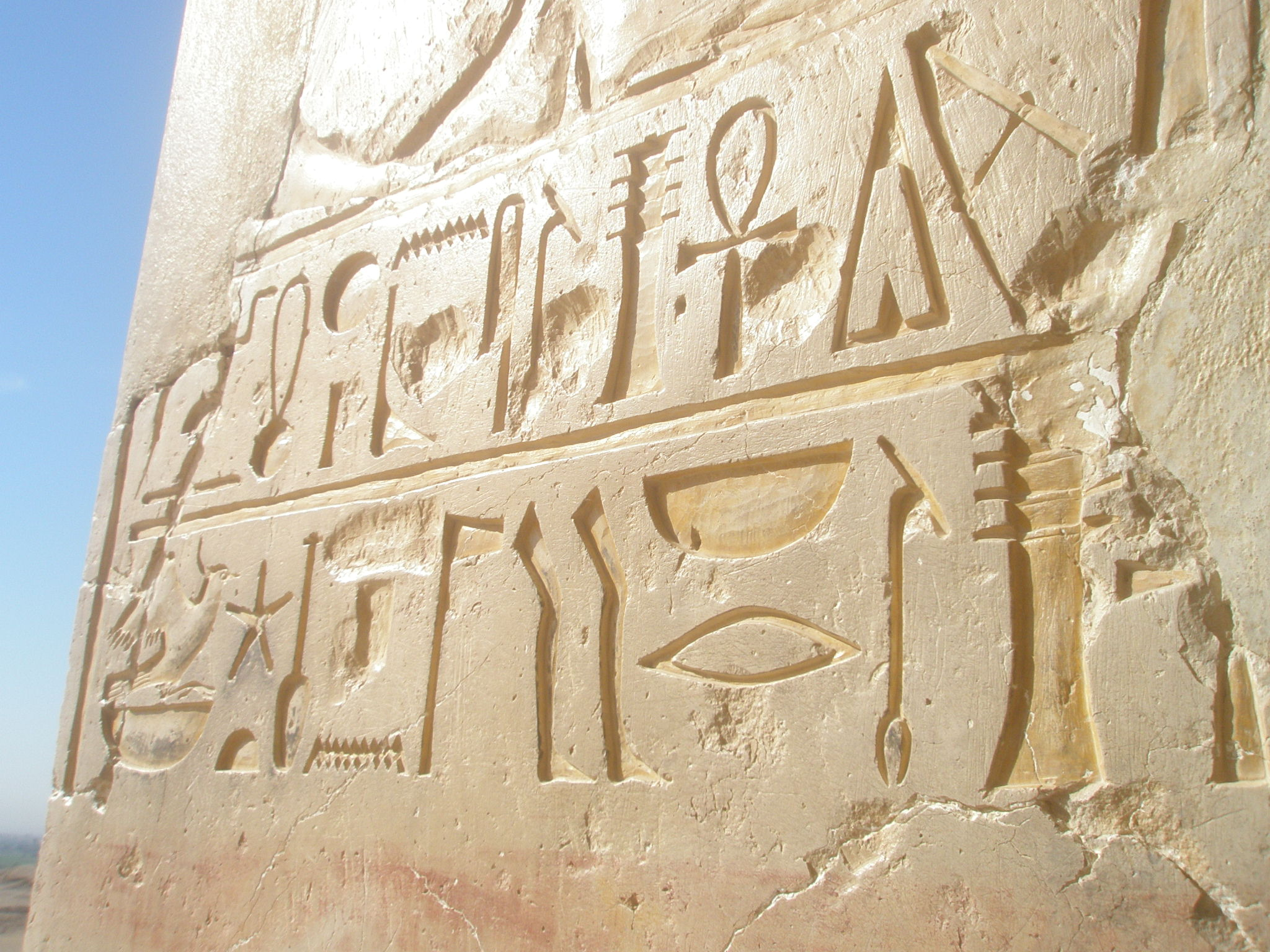
Relieve en una pared externa; (jeroglíficos pie y pierna)
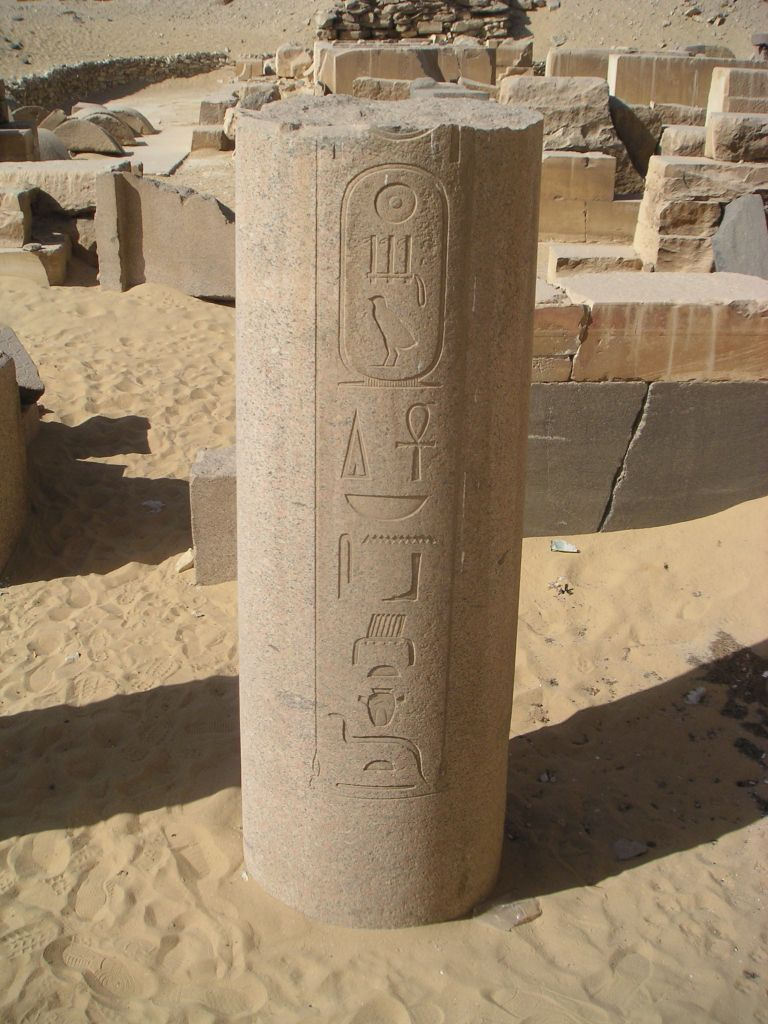
Relieve en columna